# Acid (Album)
Acid ist ein Musikalbum des Perkussionisten Ray Barretto. Es ist 1968 auf dem New Yorker Label Fania Records erschienen. Das Album verbindet gekonnt Elemente des Soul und des Jazz mit traditionellen lateinamerikanischen Rhythmen und wird dem Genre Boogaloo zugerechnet.

## Hintergrund
Nach einer Reihe von Alben für Tico Records und United Artists unterschrieb Ray Barretto 1968 bei dem noch jungen Label Fania, das sich auf lateinamerikanische Musik aus New York spezialisiert hatte. Acid war Barrettos Debütalbum bei Fania.
Die Idee für den Albumtitel war eine Marketingidee von Jerry Masucci, dem Mitbegründer von Fania Records. „Acid“ (Säure) ist ein Slangwort für die damals sehr populäre, aber bereits verbotene Droge LSD. Mit dieser Annäherung an den Zeitgeist sollten vor allem jüngere Nuyoricans, aber auch schwarze und weiße Käuferschichten aus den Nachbarvierteln angesprochen werden. Durch den Boogaloo Blues (1967) von Johnny Colón & Orchestra gab es schon einen Berührungspunkt zwischen Boogaloo-Szene und psychedelischer Bewegung, denn in dessen repetiven Chorus heißt es: „LSD has a hold on me.“

## Musikstil
Barretto kombinierte auf Acid gekonnt Elemente des Soul und Jazz mit traditionellen lateinamerikanischen Rhythmen wie Cha-Cha-Cha und Son montuno. Diese Fusion war zu jener Zeit innovativ und trug wesentlich zur Entwicklung der Salsa-Musik bei. Die energiegeladenen Percussion-Passagen und die souligen Basslinien erzeugen einen mitreißenden Groove.
Neben instrumentalen Stücken bietet das Album auch spanische (El Nuevo Barretto, Sola Te Dejaré) und englische Gesangseinlagen, die sich sowohl an die latein- als auch an die afro-amerikanische Nachbarschaft richten und die musikalische Vielfalt des Albums unterstreichen. Englische Titel machen die Hälfte des Albums aus: Mercy Mercy Baby, A Deeper Shade of Soul, The Soul Drummers und Teacher of Love.

### El Nuevo Barretto
Den Auftakt des Albums macht der funky gespielte Son montuno El Nuevo Barretto (deutsch „Der neue Barretto“). Der Titel verweist auf den Neuanfang nach dem Wechsel zu Fania und verkündet Barrettos neues Programm: „El nuevo Barretto lo invita a bailar.“ (deutsch „Der neue Barretto lädt zum Tanzen ein.“) Den kurzen Bläsersatz aus dem Intro wird die Band Santana zwei Jahre später aufgreifen und in ihrer Version von Tito Puentes Cha-Cha-Cha-Klassiker Oye como va wiederverwenden.

### A Deeper Shade of Soul
Die Titelgebung von A Deeper Shade of Soul ist offenkundig eine Anspielung auf A Whiter Shade of Pale von Procol Harum, einem weltweiten Hit aus dem vorherigen Jahr. In dem englisch gesungenen Text geht es um ein Mädchen, das weder scharf auf Geld ist, noch auf einen Cadillac. Sie liebt den Sänger allein der Liebe wegen, denn „she’s got soul“ („sie hat Seele“). Das Wort „Soul“ wird hier in seiner doppelten Bedeutung verwendet, denn auch die Komposition ist mit Soul-Elementen versetzt. Im Mittelteil wird eine Akkordfolge aus dem Stax-Klassiker Knock on Wood zitiert.

### The Soul Drummers
Die zweite Schallplattenseite eröffnet mit The Soul Drummers, einer Boogaloo-Hommage an afrikanische Rhythmen: Die Soul Drummers spielen so gut, dass man sich bewegen und tanzen möchte. In den englischen Songlyrics heißt es: „It’s so hard to resist with the African twist“ und „You know they can swing that African thing“.

### Espiritú Libre
Espiritú Libre bedeutet auf Deutsch „Freier Geist“. Das von Congas getriebene Instrumentalstück ist mit 8:25 Minuten das längste des Albums und kann durch seine freie Komposition durchaus als psychedelisch bezeichnet werden. Das Stück führte seinerzeit zu einem künstlerischen Austausch. Der „Nuyoricanische“ Dichter Victor Hernández Cruz widmete Barretto das Drum Poem (Free Spirit) aus seinem Gedichtband Snaps und überreichte dem Musiker ein Buchexemplar. Barretto antwortete auf dem Folgealbum Head Sounds mit seiner Komposition Drum Poem (Free Spirit), an die sich das oben genannte Espiritú Libre anschließt. Das Gedicht von Hernández ist auf der Rückseite der Plattenhülle abgedruckt.

## Titelliste
Seite 1
1. El Nuevo Barretto	– 6:49
2. Mercy Mercy Baby	– 2:42
3. Acid	– 5:05
4. A Deeper Shade of Soul	– 2:42

Seite 2
1. The Soul Drummers	– 3:46
2. Sola Te Dejaré (Ray Barretto, Gilbert Lopez) – 3:48
3. Teacher of Love	– 2:26
4. Espíritú Libre	– 8:25

CD-Bonus
1. Guarare
2. Vine pa’ echar candela
3. Vale mas un guaguanco
4. Canto abacua
5. Eras

## Rezeption
John Bush nennt Acid auf AllMusic ein großartiges Dokument für das Verschmelzen von Latin, Funk und Soul in den späten 1960er Jahren. Besonders lobt er die Titel El Nuevo Barretto und Acid sowie die Crossover-Stücke A Deeper Shade of Soul, The Soul Drummers und Teacher of Love. Allerdings sei das Album „bei Weitem nicht so psychedelisch, wie der Titel vermuten lasse.“
Der New Yorker Perkussionist und Jazz-Experte Bobby Sanabria bezeichnete das Album als „abwechslungsreiche musikalische Reise“. Für Sanabria ist der Titelsong Acid das Glanzstück des Albums: „Das Ergebnis, das in einem Take aufgenommen wurde, ist eine Meisterleistung, die die Ästhetik des Jazz mit dem Schwung des afrokubanischen Rhythmus verbindet.“
Der US-amerikanische Kulturwissenschaftler Juan Flores sieht Acid als „ein Album, das sich durch seinen Eklektizismus und seine Bandbreite auszeichnet.“